# Sả chanh
Sả chanh hay sả (danh pháp hai phần: Cymbopogon citratus) là loài thực vật nhiệt đới có nguồn gốc từ Đông Nam Á.

## Sử dụng trong ẩm thực
Sả chanh được sử dụng làm gia vị trong chế biến thực phẩm, như trong món gà xào sả hay tom yum. Sả là một gia vị không thể thiếu trong các món ăn gia đình của người Việt

## Sử dụng trong y học
Giải độc, giúp tăng xương khớp thần kinh,giảm huyết áp, hỗ trợ tiêu hóa, tốt cho da nhất là chị em phụ nữ, giảm đau,chống sốt,chống khuẩn,bệnh nấm

## Sản xuất tinh dầu
Sả chanh được dùng để sản xuất tinh dầu, tên thương phẩm là West Indian Lemongrass oil.
Hàm lượng tinh dầu trong cây sả chanh từ 0,46 % đến 0,55 %.
Tinh dầu sả chanh chứa 65-85% citral và các hoạt chất tương tự myrcene, có tính kháng khuẩn và giảm đau; citronella; citronellol và geranilol.